# Klucz uszewski
Klucz uszewski – klucz dóbr biskupów krakowskich, w skład którego wchodziły: Biesiadki, Doły, Jaworsko, Łoniowa, Łysa Góra, Porąbka Uszewska, Uszew, Zawada, Żerków.